# Mørkets Venstre Hånd
Mørkets Venstre Hånd (originaltitel:The Left Hand of Darkness Play) er en science fiction-roman af Ursula K. Le Guin, udgivet i 1969. Romanen blev meget populær; i 1970 vandt romanen både Hugo- og Nebulaprisen som årets bedste roman, og skaffede Le Guin omdømmet som en vigtig forfatter.